# Бинсдорф (Рендсбург-Екернферде)
Бинсдорф (њем. Bünsdorf) општина је у њемачкој савезној држави Шлезвиг-Холштајн. Једно је од 165 општинских средишта округа Рендсбург. Према процјени из 2010. у општини је живјело 601 становника. Посједује регионалну шифру (AGS) 1058035.

## Географски и демографски подаци
Бинсдорф се налази у савезној држави Шлезвиг-Холштајн у округу Рендсбург. Општина се налази на надморској висини од 14 метара. Површина општине износи 13,2 km². У самом мјесту је, према процјени из 2010. године, живјело 601 становника. Просјечна густина становништва износи 45 становника/km².